# Hosjön, Ångermanland
Hosjön är en sjö i Härnösands kommun i Ångermanland och ingår i Ångermanälven-Gådeåns kustområde. Sjön är 5 meter djup, har en yta på 0,0247 kvadratkilometer och är belägen 147,8 meter över havet. Vid provfiske har abborre och öring fångats i sjön.

## Delavrinningsområde
Hosjön ingår i det delavrinningsområde (696772-159900) som SMHI kallar för Inloppet i Bäcklandssjön. Medelhöjden är 181 meter över havet och ytan är 22,44 kvadratkilometer. Det finns inga avrinningsområden uppströms utan avrinningsområdet är högsta punkten. Vattendraget som avvattnar avrinningsområdet har biflödesordning 2, vilket innebär att vattnet flödar genom totalt 2 vattendrag innan det når havet efter 7,6 kilometer. Avrinningsområdet består mestadels av skog (90 procent). Avrinningsområdet har 0 kvadratkilometer vattenytor vilket ger det en sjöprocent på 0 procent.